# Brycinus jacksonii
Brycinus jacksonii là một loài cá thuộc họ Alestiidae. Chúng được tìm thấy ở Burundi, Cộng hòa Dân chủ Congo, Tanzania, và Uganda. Các môi trường sống tự nhiên của chúng là sông, hồ nước ngọt, và đầm nước ngọt.